# 安妮·弗里辛格-波斯特马
安妮·弗里辛格-波斯特马（德語：Anni Friesinger-Postma，1977年1月11日—），德国女子速度滑冰运动员。她曾代表德国在冬季奥运会速度滑冰比赛中获得3枚金牌和2枚铜牌。

## 家庭
丈夫伊德斯·波斯特马是荷兰速度滑冰运动员。